# 2-溴噻吩
2-溴噻吩（英语：2-Bromothiophene）是一种有机硫化合物，化学式为 C4H3BrS。它是一种无色液体。与3-溴噻吩不同，2-溴异构体是通过噻吩的部分溴化直接制备的。它是多种药物的前体，包括提培匹定、噻氯匹定和氯吡格雷。

## 安全性
该物质的半数致死量很低，为200至250mg/kg（口服，大鼠）。